# Gran dodecàedre truncat
En geometria, el gran dodecàedre truncat és un políedre uniforme no convex indexat com a U37. Té 24 cares (12 pentagrames i 12 decàgons), 90 arestes i 60 vèrtexs. Té un símbol de Schläfli {5,5⁄2}. És una truncació del gran dodecàedre.

## Políedres relacionats
Comparteix l'arranjament de vèrtexs amb tres altres políedres uniformes: el gran rombicosidodecàedre no convex, el gran dodecicosidodecàedre i el gran rombidodecàedre. També té el mateix arranjament de vèrtexs que els compostos uniformes de 6 o 12 prismes pentagonals:
| gran rombicosidodecàedre no convex | gran dodecicosidodecàedre          | gran rombidodecàedre                 |
| gran dodecàedre truncat            | compost de sis prismes pentagonals | compost de dotze prismes pentagonals |